# Orquestra del Caos
L'Orquestra del Caos és un grup musical amb seu a Barcelona.
Creada a principis del 1995 per persones vinculades al Big Ensemble del Taller de Músics i altres cercles de la música d'avantguarda, Agustí Fernández, Joan Saura, Clara Garí, Xavier Maristany, Josep Manuel Berenguer i Joan Sanmartí.
Els seus objectius principals són la producció, creació i divulgació d'esdeveniments artístics sonors, musicals, audiovisuals i multimèdia, amb un interès especial pel coneixement en conjunció amb el desenvolupament tecnològic. Per bé que José Manuel Berenguer i Carlos Gómez integren l'Orquestra del Caos en l'actualitat, aquesta col·labora amb artistes i intel·lectuals d'arreu del món.
El nom és tota una declaració d'intencions, ja que es defineix com una proposta eclèctica, desordenada, indefinida, interdisciplinària i versàtil.